# Maersk Line
A Maersk Line é uma operadora logística dedicada a prestação de serviços de navegação marítima. A empresa está em atividade desde 1801, e faz parte do conglomerado A. P. Moller-Maersk Group sendo a maior unidade operacional do grupo empresarial.
Em 2006, o maior navio de contêiner do mundo até à data, o Emma Maersk da Maersk Classe E com capacidade para transportar 15 000 TEU, foi entregue a Maersk Line pelo estaleiro Odense Staalskibsværft também de propriedade do grupo empresarial. Em 2017 foi entregue pelo estaleiro Daewoo Shipbuilding and Marine Engineering o porta-conatainer Madrid Maersk que passou a ser o maior navio da frota, com capacidade para transportar 20 568 TEU.

## Alguns navios

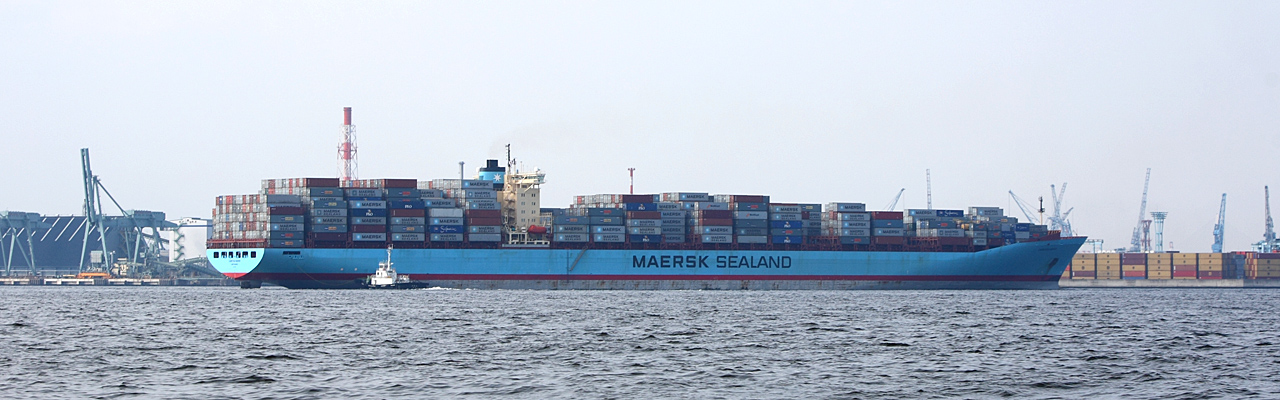
Sovereign Maersk em 2008 no porto de Yokohama.

A Maersk Line em setembro de 2020 tinha uma frota de 574 navios (incluso os navios da WEC Lines), dos quais 436 eram fretados e 138 próprios. Na mesma data estavam sendo construídos 5 navios adicionais pelos estaleiros coreanos Samsung Heavy Industries e Daewoo Shipbuilding and Marine Engineering.
- MV Aase Maersk
- Axel Mærsk
- Clementine Maersk
- Ebba Mærsk
- Edith Mærsk
- Eleonora Mærsk
- Elly Maersk
- Emma Mærsk
- Estelle Mærsk
- Eugen Mærsk
- Evelyn Mærsk
- Gudrun Mærsk
- Leise Maersk
- Madison Maersk
- Madrid Maersk
- MV Mærsk Boston
- Maersk Cape Coast
- Maersk Eindhoven
- Maersk Honam
- MV Maersk Tigris
- Mærsk Mc-Kinney Møller
- Maersk Peary
- Magleby Maersk
- Marchen Maersk
- MV Ocean Trader
- Olga Mærsk
- Soroe Maersk
- Sovereign Maersk
- MV Tygra